# Леді не дозволять
Леді не дозволять (англ. Ladies Not Allowed) — американська короткометражна кінокомедія режисера Джозефа Сентлі 1932 року.

## У ролях
- Луїс Моран
- Віктор Мур
- Вільям Гакстон
- Девольф Хоппер старший
- Чарльз Кінг
- Отто Крюгер